# Aemona pealii
Aemona pealii là một loài bướm ngày thuộc họ Nymphalidae. Nó được tìm thấy ở Assam ở Ấn Độ. 

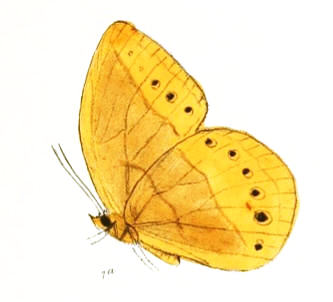